# Gressittia emeishanensis
Gressittia emeishanensis är en tvåvingeart som beskrevs av Wang och Liu 1990. Gressittia emeishanensis ingår i släktet Gressittia och familjen bromsar.
Artens utbredningsområde är Sichuan (Kina). Inga underarter finns listade i Catalogue of Life.